# Cerco de Tortosa (1810–1811)
O Cerco de Tortosa foi uma operação militar que opôs forças francesas e espanholas durante a Guerra Peninsular, no âmbito do conjunto de operações para conquistar a parte oriental de Espanha. O cerco foi iniciado a 16 de dezembro de 1810 e terminou a 2 de janeiro de 1811. O resultado foi a vitória das forças francesas.

## Antecedentes
A conquista da Catalunha não estava terminada no final de 1810. Os Franceses não se sentiam ainda seguros quanto às posições que ocupavam. Tortosa era uma cidade fortificada na margem norte do baixo Ebro, com 10 mil a 12 mil habitantes. A sua ponte sobre o Ebro era a única que os Espanhóis ainda dominavam. Assim, Tortosa era importante porque permitia as comunicações ente Tarragona e Valência, ainda em poder dos Espanhóis. Era, portanto, indispensável aos Espanhóis, muito mais que aos Franceses.

## O cerco de Tortosa
A praça de Tortosa estava bloqueada desde Julho de 1810, ou seja, estava isolada das restantes praças espanholas. Só em dezembro foi iniciado o cerco destinado á conquista da praça. Até aí, foram acumulados armas (52 bocas de fogo de artilharia pesada), munições 30 mil granadas) e pólvora (90 mil libras/40 ton), em Xerta, cerca de 13 Km a norte de Tortosa.
Suchet aproximou-se de Tortosa, com doze batalhões de infantaria e o equipamento de cerco. Na outra margem do Ebro, cinco batalhões sob o comando do general Abbé bloquearam a ponte, por onde Tortosa comunicava com Valencia e o sul de Espanha. [Oman, volume IV, p. 230].

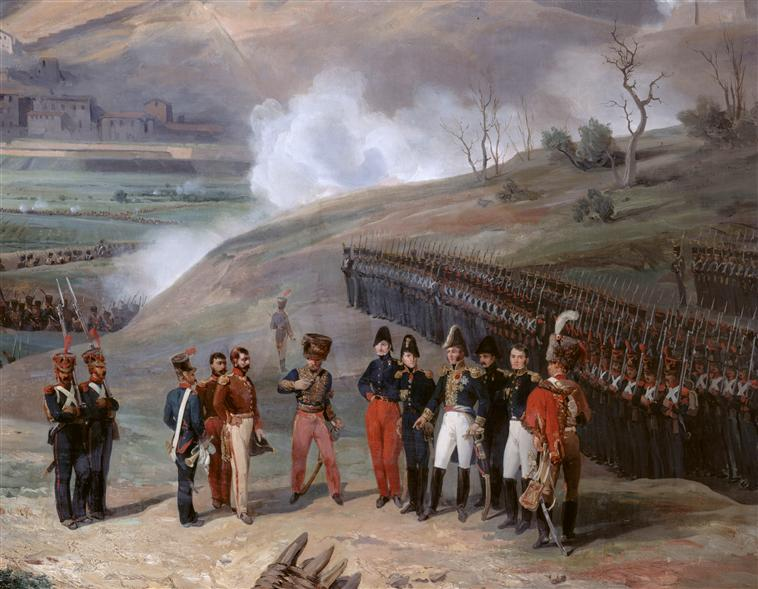
Detalhe do quadro de Jean-Charles-Joseph Rémond - O general de divisão Suchet recebe a capitulação da cidade de Tortosa.

O Exército de Aragão chegou á frente da cidade no dia 16 de dezembro. Suchet decidiu atacar a muralha sul da cidade porque nessa zona as características do solo permitiam realizar os trabalhos de cerco com mais facilidade. Foram feitos trabalhos na zona onde se daria o ataque principal e também foram feitas preparações para um falso ataque. Os defensores executaram duas saídas que causaram alguns atrasos na preparação dos trabalhos de cerco. No dia 31 de dezembro, os engenheiros franceses colocaram minas sob as muralhas e, durante a noite, foram colocadas quatro peças de artilharia de 24 libras.

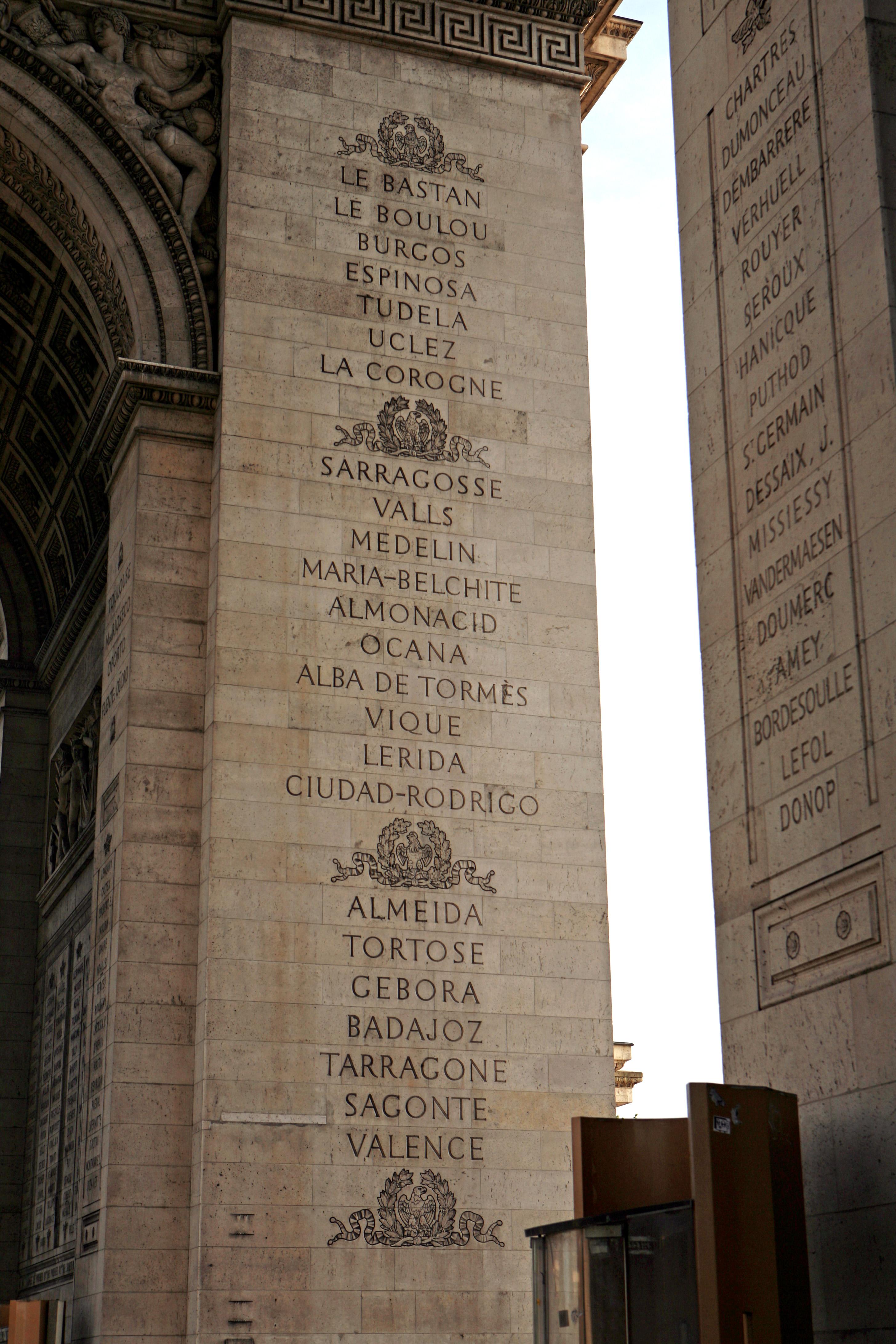
Arco do Triunfo em Paris. Inscrição das vitórias francesas.

Na manhã do dia 1 de janeiro de 1811, antes que a artilharia de cerco iniciasse o bombardeamento, o governador de Tortosa apresentou as suas condições para se render. Estas eram inaceitáveis para Suchet porque permitiriam que a sua guarnição retirasse para Tarragona. Suchet apresentou as suas condições e, depois de ouvir o conselho de guerra, o Conde de Alacha decidiu lutar.
No dia 2 de janeiro, a artilharia francesa iniciou o bombardeamento e, rapidamente, criaram uma brecha nas muralhas. Alacha içou a bandeira branca mas Suchet desconfiou que se tratava de mais uma manobra para ganhar tempo e receber ajuda do exterior ou reparar as muralhas e outros trabalhos defensivos, decidiu continuar os preparativos para o assalto. No entanto, o assalto não foi realizado porque Suchet fez saber aos defensores de Tortosa que seriam massacrados e a cidade seria saqueada e destruída no caso de não se renderem nas condições impostas pelos Franceses. Alacha decidiu, então, assinar a capitulação.
Meses mais tarde foi a vez de ocupar Terragona (28 de junho de 1811). A ocupação francesa de Tortosa manteve-se até 18 de maio de 1814.